# Melanitis druryodana
Melanitis druryodana är en fjärilsart som beskrevs av Felder 1867. Melanitis druryodana ingår i släktet Melanitis och familjen praktfjärilar. Inga underarter finns listade i Catalogue of Life.